# Cisantana
Cisantana is een bestuurslaag in het regentschap Kuningan van de provincie West-Java, Indonesië. Cisantana telt 6092 inwoners (volkstelling 2010).